# Domea
Domea s.m.b.a. er en uafhængig bygge- og boligadministration, som administrerer 35.000 almene boliger med omkring 60.000 beboere i hele Danmark. Boligerne ejes af omkring 125 lokale selvstændige almene boligselskaber og boligforeninger med egen identitet. 
Anno 2012, hedder den administrerende direktør i Domea Thomas Holluf Nielsen.
Tidligere administrerende direktør: Jørn Ravn

## Eksterne links
Domeas hjemmeside Arkiveret 4. februar 2010 hos  Wayback Machine